# 谷口響子
谷口 響子（たにぐち きょうこ、1987年9月24日 - ）は、日本の元女優。東京都出身。現在の本名は酒井 響子。

## 来歴・人物
- 2001年、中学2年生時に『3年B組金八先生』第6シリーズの生徒の1人・本田奈津美の役でデビュー。共演者の中では、特に青沼美保役の本仮屋ユイカと仲が良かった。[1]
- 以降、数本のドラマ・映画に出演するも2004年頃に芸能界を引退。
- 2011年、『3年B組金八先生 ファイナル』に卒業生の1人(一般人)としてゲスト出演。
- それ以降は長らく消息不明となっていたが、2018年11月30日にTBS系列で放映されたバラエティ番組『爆報! THE フライデー』で久々にテレビ出演。[1]同時に共演者であった本仮屋ユイカとも再会を果たす。[1]
- その時点では、葉山御用邸前に本社を構えるアパレルショップ『葉山シャツ』の運営と現場責任者を務めていた。[1]

## 出演作品
テレビドラマ
- 3年Ｂ組金八先生 第6シリーズ（TBS, 2001年10月11日 - 2002年3月28日）- 本田 奈津美 役
- キッズ・ウォースペシャル～ざけんなよ～（CBC, 2002年7月20日）- 佐久間 美奈 役
- ダムド・ファイル　シーズンIII　DamneD FILes season III（file no.0025）「幽霊団地　西区」（NBN, 2004年1月30日）- 涼子 役
- ３年Ｂ組金八先生 ファイナル（TBS, 2011年3月27日）- 本田 奈津美 役

映画
- かまち（監督: 望月六郎, 2004年3月13日公開）- 今西 芽衣 役